# Mosteiro de Diskit
O Mosteiro de Diskit, Mosteiro de Deskit, Gompa de Diskit ou Gompa de Galdan Tashi Chuling é o maior e mais antigo mosteiro budista tibetano (gompa) do vale de Nubra, Ladaque, noroeste da Índia. Pertence à seita Gelug ("chapéus amarelos"), depende do mosteiro de Thiksey e situa-se a pouco menos de dois quilómetros a sudeste da aldeia de Diskit, cerca de 115 km por estrada a norte de Lé, a capital regional.
O  mosteiro de Hunder, o templo de  Lachung encontram-se nas imediações. Na sala de oração há uma estátua de Cho Rinpoche (o Buda Coroado), um tambor gigante e várias imagens de divindades guardiãs ameaçadoras. Numa cúpula elevada do mosteiro há um fresco representando o mosteiro de Tashilhunpo do Tibete.
A administração do mosteiro mantém uma escola, com o apoio do "Tibet Support Group", uma organização não governamental, a qual tem equipamentos informáticos e onde são lecionadas disciplinas científicas em inglês a crianças tibetanas da região.
Em fevereiro, numa altura em que a região está isolada devido à queda de neve intensa, é realizado no mosteiro um festival, o Dosmoche ou "Festival do Bode Expiatório", ao qual acorrem muitos habitantes das aldeias do vale de Nubra.

## História
O mosteiro foi fundado no século XIV por Changzem Tserab Zangpo, um discípulo de Tsongkhapa, o fundador da seita Gelug. A história do vale de Nubra e do mosteiro só é conhecida a partir do século XIV. O ladaque era então governado pelo rei Grags-pa-‘bum-lde (1400–1440) e pelo seu irmão, que tentaram, sem sucesso apoderar-e, do vale de Nubra, que estava sob o domínio de um governante local chamado Nyig-ma-grags-pa. Este apoiou a seita Gelug na construção do mosteiro em Diskit e na divinização do ídolo de Tsongkhapa do mosteiro.
Durante o reinado de Blogros-chog-idan (1440–1470), que chegou a controlar o Tibete Ocidental, Panchen Lha-btsun, um natural do vale de Nubra, estudou no Tibete e depois foi assistente do fundador do mosteiro de Tashilhunpo, antes de, nos últimos anos de vida, voltar a Nubra. Em 1500, o Ladaque era governado por Bkra-shis-rnam-rgyal, que combateu o invasor Mirza Haider, da Ásia Central, no vale de Nubra e perto de Lé. O invaor acabou por ser vencido e Nubra passou a ser controlado pelo rei ladaque. Não obstante, os líderes locais mantiveram algum poder em Diskit e Hunder. Após esta guerra, começaram a instalar-se em Nubra muçulamos xiitas. O filho de Bkra-shis-rnam-rgyal, Tshedbang-rnam-rgyal governou o Ladaque a partir de 1530 e expandiu o reino. Os habitantes de Nubra impediram-no de invadir Hor, em Sinquião (Xinjiang), pois o comércio com Iarcanda era considerado crucial para Nubra.
Segundo os registos históricos, durante o reinado de Jams-dbang-rnam-rgyal os habitantes de Nubra pagaram tributo ao rei do Ladaque. O rei Bde-‘Idanrnam-rgyal (1620–1645) derrotou os baltis e os mogois. Os reis Rgyal eram muito religiosos e construíram muros de pedras manis por todo o reino, além de contratrarem monges para recitarem hinos de Mani-tung chur no vale de Nubra e outras áreas vizinhas. Em meados do século XVIII, Tshe-dbang-rnam-rgyal entregou o controlo do mosteiro de Diskit ao Rinpoche do mosteiro de Thiksey, uma situação que se mantém até hoje.

## Localização
O mosteiro situa-se a 3 150 metros de altitude, numa encosta acima das várzeas da margem esquerda (sul) do rio Shyok, a sul da foz do rio Nubra e sudeste da aldeia de Diskit. Devido à altitude do vale de Nubra-Shyok ser inferior à do resto da generalidade do Ladaque, o clima é mais ameno, o que está na origem da vegetação luxuriante do vale, que é chamado "Pomar do Ladaque". O vale fazia parte de uma rota de caravanas entre o Tibete e a China.